# Chris Johnson (Boxer)
Chris Omar Johnson (* 8. August 1971 in Manchester Parish, Jamaika) ist ein ehemaliger kanadischer Boxer jamaikanischer Abstammung.

## Privates
Chris Johnson wuchs in Kitchener, Ontario mit seinen drei Brüdern Greg, Wayne, und Kevin, und seinen zwei Schwestern, Angelina und Necoal, auf.

## Karriere

### Amateur
Johnson war 1990–1992 kanadischer Meister im Mittelgewicht (-75 kg).
1990 gewann Johnson die Commonwealth Games, wobei er im Finale den späteren Profi Joseph Laryea, Ghana (5:0), schlug. Bei den Goodwill Games im selben Jahr erreichte er nach einem Sieg über Rostislaw Saulitschni, Sowjetunion (4:1), das Halbfinale, welches er gegen Sven Ottke, Deutschland (4:1), verlor und damit die Bronzemedaille gewann.
Bei den Panamerikanischen Spielen 1991 gewann Johnson nach einer Finalniederlage gegen Ramón Garbey, Kuba (RSC 2.), die Silbermedaille. Im selben Jahr nahm er auch an den Weltmeisterschaften teil. Nach Siegen über Altangereb Bandi, Mongolei (RSC 3.), und Kim Bo Ahn, Südkorea (29:4), erreichte er das Halbfinale, welches er gegen Tommaso Russo, Italien (27:21), verlor.
Auch bei den Olympischen Spielen 1992 gewann Johnson die Bronzemedaille. Im Laufe des Turniers schlug er Mohamed Siluvangi, Kongo (RSC 3.), und Stefan Trendafilov, Bulgarien (RSC 1.), bevor er im Halbfinale an Chris Byrd, USA (17:3), scheiterte.

### Profi
1993 gab Johnson sein Profidebüt mit einem Sieg durch technisches KO in der dritten Runde gegen Berry Butler. Auch die weiteren 17 Kämpfe endeten für ihn erfolgreich, bevor er im Juli 1997 die Chance bekam um den WBC International Supermittelgewichts-Titel zu Kämpfen, verlor jedoch das Duell gegen Herol Graham durch technisches KO in der 8. Runde. Nach diesem Kampf bekam Johnson keine weiteren Chancen auf größere Titelkämpfe. Er gewann weitere acht Kämpfe, wobei er bis ins Schwergewicht aufstieg und die eher unbedeutenden Halbschwergewichtstitel der World Boxing Federation und der NABF errang. Im Januar 2001 verlor er den NABF-Titel durch eine Punktniederlage gegen Reggie Johnson. Nachdem er auch seinen nächsten Kampf gegen Antonio Tarver verlor (KO 10.), beendete Johnson seine aktive Laufbahn.

### Trainer
2006 gründete Johnson eine Kampfsportakademie mit dem Namen "Chris Johnson’s Fighting Alliance", heute bekannt als "Clancy’s Boxing Academy". In dieser trainiert er Amateur- und Profiboxer. Sein bekanntester Schützling war der IBF Weltmeister im Juniorfedergewicht Steve Molitor.